# Danny Masterson
Daniel Peter "Danny" Masterson, född 13 mars 1976 i Albertson på Long Island i New York, är en amerikansk före detta skådespelare och producent.

## Biografi
Masterson blev känd bland annat för rollen Jimmy i TV-serierna Roseanne (1994), Justin i Cybill (1996–1998) och rollen som Steven Hyde i That '70s Show (1998–2006). Han har gästspelat flera gånger i "dolda-kameran"-programmet Punk'd samt Mad TV. 
Danny Masterson är delägare i restaurangen Dolce, som han startade tillsammans med Ashton Kutcher och Wilmer Valderrama. Masterson var också återkommande DJ på nattklubbar i Los Angeles under namnet DJ Donkey Punch. Masterson ledde 2015-2020 en radioshow, Feel My Heat, på Indie 103.1 i Los Angeles.
Masterson är, liksom sina föräldrar och hustru, skådespelaren Bijou Phillips, medlem av Scientologikyrkan. I december 2005 deltog han i invigningen av en kontroversiell scientologigala, Psykiatri: En dödsindustri (Psychiatry: An Industry of Death).
År 2017 anklagades Masterson för fyra fall av våldtäkt som ska ha inträffat mellan 2001 och 2003. Med anledning av detta fick han lämna TV-serien The Ranch. År 2020 åtalades  Masterson för tre fall av våldtäkt. Han nekade till samtliga anklagelser. Masterson fälldes för två av våldtäkterna och dömdes den 7 september 2023 till livstids fängelse, med möjlighet till benådning efter 30 år.

### Familj
Danny Masterson är bror till skådespelaren Christopher Masterson.

## Filmografi i urval
- 1993 – Beethovens tvåa – Seth
- 1995 – Bye Bye, Love – Mikey
- 1997 – Face/Off – Karl
- 1997 – Räddningen – Seth
- 1997 – Star Kid – Kevin, Staceys pojkvän
- 1998 – Wild Horses – Danny
- 1998 – Too Pure – Tipper
- 1998 – The Faculty – F'%# Up #1
- 1999 – Dirt Merchant – Dirt Merchant
- 2000 – Dracula 2000 – Nightshade
- 2001 – Alex in Wonder – Patrick
- 2002 – Comic Book Villains – Conan
- 2002 – Hip, Edgy, Sexy, Cool
- 2002 – Hold On
- 2006 – Living High
- 2008 – Yes Man

## Television
- 1988 – Rättvisans män (TV-serie) – Butch
- 1993 – Joe's Life (TV-serie) –Leo Gennaro
- 1994 – Roseanne (TV-serie) – Jimmy
- 1994 – På spaning i New York (TV-serie) – John
- 1995 – Extreme (TV-serie) – Skeeter
- 1996 – American Gothica (TV-serie) – Ray
- 1996 – Seduced by Madness: The Diane Borchardt Story (TV-serie) – Seth
- 1996 – Her Last Chance (TV-serie) – Ryan
- 1996 – Tracey Takes On... (TV-serie) – King the dog
- 1996 – Ensamma hemma (TV-serie) – Matt
- 1997 – Sliders (TV-serie) – Renfield
- 1996–1998 – Cybill (TV-serie) – Justin Thorpe
- 1998–2006 – That '70s Show (TV-serie) – Steven Hyde
- 2001 – How to Make a Monster (TV-serie) – Jeremy
- 2001 – Strange Frequency (TV-serie) – Randy (ibland "Disco Inferno")
- 2001 – Freaky Finnertys (TV-serie) – Vince
- 2002 & 2004 – Mad TV (TV-program)
- 2005 – Punk'd – som sig själv
- 2012 –  Men at Work (TV-serie) – Milo
- 2016–2018 – The Ranch (TV-serie) – Jameson "Rooster" Bennett